# У мојим венама
У мојим венама је пети студијски албум Аце Пејовића који је издат 2007. године за „Гранд продукцију“. На албуму се налази 6 песама; песма,,На све спреман" из 2002. године и обрада песме,,Сети ме се" од Миће Демировића.

## Обрада
- 3. Сети ме се (оригинал: Мића Демировић - Сети ме се) *

Оригинална верзија песме,,Сети ме се" је снимљена 1991. године у извођењу Миће Демировића. 16 година касније, Ацо Пејовић је отпевао ову песму. Ово је био четврти албум у којем је Ацо Пејовић препевао туђе песме што се раније испоставило у претходним албумима (Виђаш ли је друже мој, Превара и Неверна).